# عزت‌الله ممتاز

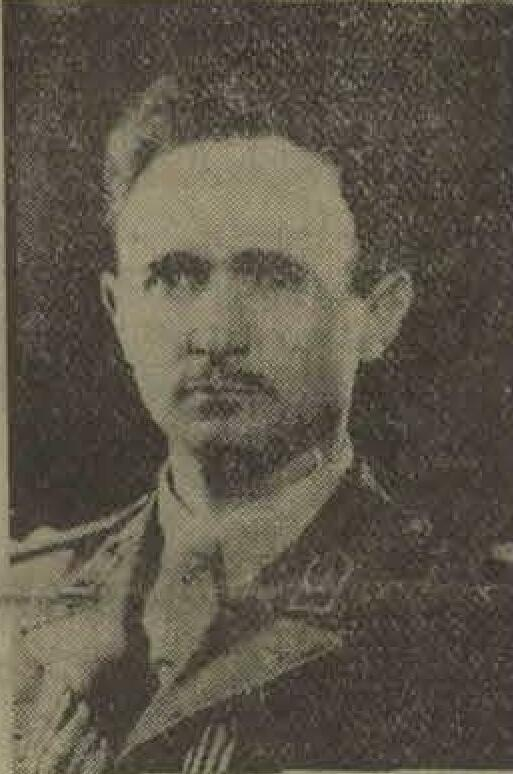
نگارهٔ عزت‌الله ممتاز، چاپ‌شده در روزنامهٔ کیهان به‌تاریخ ۲۵ مرداد ۱۳۳۲

سرتیپ عزت‌الله ممتاز معروف به سرهنگ ممتاز دومین فرمانده ژاندارمری ایران بعد از انقلاب و فرمانده نگهبانان خانه و کاخ نخست‌وزیری در زمان نخست‌وزیری محمد مصدق می‌باشد.

## تحصیلات
ممتاز در سال ۱۳۱۰ از دانشکده افسری فارغ‌التحصیل شده و در سال ۱۳۳۰ به درجه سرهنگی رسید. او مراحل خدمات خود را در نیروی زمینی ارتش گذرانده و سمت‌هایی مانند: فرمانده گروهان دانشکده افسری، فرمانده گروهان هنگ ۲۲ پیاده لشکر لرستان، رئیس رکن دو لشکر پنج لرستان، فرمانده گردان دژبان فرمانده هنک پیاده لشکر گارد، دادستان فرمانداری نظامی راه‌آهن فرمانده تیپ مستقل کوهستانی داشت. وی همچنین موفق به دریافت نشانهای «جاوید - افتخار - پاس و لیاقت» بود.
محمدرضا پهلوی در دوران تحصیل، در گروهان تحت نظر سرهنگ امینی آموزش می‌دید که دارای دو رسته پیاده‌نظام به ریاست ستوان ممتاز و ستوان نعمت‌الله نصیری بوده و زیر نظر این دو گروهان مراحل آموزشی خود را گذرانده بود.
وی جزء بنیانگذاران سازمان افسران ملی در زمان نخست‌وزیری مصدق بود.

## کودتای ۲۵ مرداد
سرتیپ ممتاز که بیشتر با نام سرهنگ ممتاز شناخته می‌شود. در دوره نخست‌وزیری محمد مصدق به عنوان فرمانده تیپ کوهستان مسوول دفاع از خانه و محوطه نخست‌وزیری را بر عهده داشت او در کودتای ۲۵ مرداد با توجه به حرکت شبانه ستون نظامی به فرماندهی نعمت‌الله نصیری و با دستور نخست‌وزیر اقدام به دستگیری او کرده و به این ترتیب در آخرین لحظه کودتای ۲۵ مرداد یا هوشیاری او شکست می‌خورد.

## کودتای ۲۸ مرداد
در روز کودتای ۲۸ مرداد او به عنوان افسر فرمانده تا لحظه آخر در برابر هجوم نیروهای مخالف مقاومت کرده و با توجه به آتش سنگین تانک‌های کودتاچیان و اتمام مهمات بعد از خروج مصدق و سایر اعضای هیئت دولت و حاضران در خانه نخست‌وزیر دستگیر می‌شود.
ابتدا در دادگاه نظامی برای وی توسط دادستان تقاضای اعدام می‌شود اما در نهایت وی به یک سال و نیم زندان و اخراج از ارتش محکوم می‌گردد.

## فرماندهی ژاندارمری
سرتیپ ممتاز از طرف احمد صدر حاج سید جوادی وزیر کشور وقت دولت موقت به سمت فرمانده ژاندارمری انتخاب می‌شود و در ۱۵ اردیبهشت ماه ۱۳۵۸ جای خود را به سرتیپ الیاس دانشور می‌دهد.